# Timothy Mahr
Timothy Jon Mahr (* 20. März 1956 in Reedsburg) ist ein US-amerikanischer Komponist, Dirigent und Musikpädagoge.

## Leben
Timothy Mahr studierte Posaune und Musikpädagogik an der University of Iowa, am St. Olaf College und an der University of Wisconsin-Lacrosse. Ab 1983 unterrichtete er an der University of Minnesota in Duluth, wo er auch das Blasorchester dirigierte. Seit 1994 ist er Professor für Komposition und Dirigieren am St. Olaf College. Außerdem dirigiert er die beiden Blasorchester des College sowie die Minnesota Symphonic Winds. Daneben schuf Mahr mehr als 70 Kompositionen, davon etwa 50 Auftragswerke.

## Werke für Blasorchester (Auswahl)
- 1980 Fanfare and Grand March
- 1983 And, Behold, There Was a Great Earthquake
- 1983 Fantasie in G „Freude Schöner Götterfunken“
- 1984 Passages für Klavier und Blasorchester
- 1986 Argentum, Ouvertüre
- 1986 Immigrant Dreams
- 1987 O Brother Man
- 1989 Daydream
- 1989 Imprints
- 1990 Hymn and Celebration
- 1990 The Soaring Hawk
- 1991 Endurance
- 1991 Festivals für Orgel und Blasorchester
- 1992 Spring Divertimento
- 1992 When I Close My Eyes
- 1994 The View from the Mountaintop
- 1998 Into the Air!
- 2000 Everyday Hero
- 2001 Hey!
- 2001 Mourning Dances
- 2001 Variationen über „All Hail the Power of Jesus Name“
- 2002 Noble Element

## Auszeichnungen
Marh gewann zweimal den Sousa/ABA/Ostwald Award der American Bandmasters Association (ABA): 1991 für The Soaring Hawk und 1992 für das von der ABA in Auftrag gegebene Werk Endurance. Seit 1993 ist er Mitglied der American Bandmasters Association.

## Aufnahmen (Auswahl)
- The Music of Timothy Mahr (2003, Mark Custom Recording Service, 4638-MCD), University of New Hampshire Wind Symphony, Andrew Boysen, Jr. (Dirigent).
- Music To Fly By (2006, Altissimo Records, 75442255862), US Air Force Band, James M. Bankhead (Dirigent).